# James Ferguson
James Ferguson (31 de agosto de 1797 – 26 de setembro de 1867) foi um astrónomo e engenheiro dos Estados Unidos, nascido na Escócia. Fez a primeira descoberta de um asteroide a partir da América do Norte (31 Euphrosyne). 
Começando em 1847, trabalhou no Observatório Naval dos Estados Unidos, em Washington, DC.
O asteroide 1745 Ferguson, descoberto no mesmo observatório, foi nomeado em sua honra.

## Asteroides descobertos
| 31 Euphrosyne | 1 de setembro de 1854  |
| 50 Virginia   | 4 de outubro de 1857   |
| 60 Echo       | 14 de setembro de 1860 |